# Rudolf Zannin
Rudolf Zannin (* 20. Januar 1925; † unbekannt) war ein deutscher Fußballspieler.

## Karriere
Rudolf Zannin spielte von 1947 bis 1950 in der Zonenliga Süd, in der Saison 1950/51 in der Oberliga Süd (34 Spiele/2 Tore) und von 1951 bis 1957 in der II. Liga Süd beim FC Singen 04. Anschließend wechselte er zum FC Schaffhausen in die Schweizer Nationalliga B und schaffte dort 1961 den Aufstieg in die Nationalliga A, in der er in 21 Einsätzen ebenfalls 2 Tore erzielte. Zannin spielte meistens auf der Position des Mittelläufers.